# Локен, Том
То́мас Ги́лберт «Том» Ло́кен (англ. Thomas Gilbert "Tom" Locken; род. 16 октября 1942, Дулут, Миннесота) — американский кёрлингист.
Двукратный чемпион мира среди мужчин, двукратный чемпион США среди мужчин, участник демонстрационного турнира по кёрлингу на Зимних Олимпийских играх 1988.
Играл на позициях первого и второго.
Трижды введён в Зал славы Ассоциации кёрлинга США (англ. United States Curling Association Hall of Fame): лично в 1994, а вместе со своими командами, побеждавшими на чемпионатах мира в 1974 и 1978 — в 2017 (две номинации).

## Достижения
- Чемпионат мира по кёрлингу среди мужчин: золото (1974, 1978).
- Американский олимпийский отбор по кёрлингу: золото (1987).
- Чемпионат США по кёрлингу среди мужчин: золото (1974, 1978).

## Команды
| Сезон   | Четвёртый     | Третий        | Второй       | Первый       | Запасной         | Турниры                               |
| ------- | ------------- | ------------- | ------------ | ------------ | ---------------- | ------------------------------------- |
| 1973—74 | Бад Сомервилл | Боб Николс    | Билл Страм   | Том Локен    |                  | ЧСША 1974 · ЧМ 1974                   |
| 1974—75 | Бад Сомервилл | Боб Николс    | Билл Страм   | Том Локен    |                  | [ 3 ]                                 |
| 1975—76 | Бад Сомервилл | Боб Николс    | Билл Страм   | Том Локен    |                  | [ 3 ]                                 |
| 1976—77 | Бад Сомервилл | Боб Николс    | Билл Страм   | Том Локен    |                  | [ 3 ]                                 |
| 1977—78 | Боб Николс    | Билл Страм    | Том Локен    | Боб Кристман |                  | ЧСША 1978 · ЧМ 1978                   |
| 1987—88 | Боб Николс    | Бад Сомервилл | Том Локен    | Боб Кристман | Билл Страм (ЗОИ) | АООК 1987 · ЗОИ 1988 (демо) (4 место) |
| 1989—90 | Jim Bradshaw  | Том Локен     | Боб Кристман | Боб Бьюкенен |                  | [ 3 ]                                 |

(скипы выделены полужирным шрифтом)